# Радиационный пояс
Радиацио́нный по́яс — область магнитосфер планет, в которой накапливаются и удерживаются проникшие в магнитосферу высокоэнергичные заряженные частицы (в основном протоны и электроны).

## Радиационный поясЗемли
Другое название (обычно в западной литературе) — «радиационный пояс Ван Аллена» (англ. Van Allen radiation belt).
Внутри магнитосферы, как и в любом дипольном поле, есть области, недоступные для частиц с кинетической энергией E, меньшей критической. Те же частицы с энергией E < Екр, которые всё-таки уже там находятся, не могут эти области покинуть. Эти запрещённые области магнитосферы называются зонами захвата. В зонах захвата дипольного (квазидипольного) поля Земли действительно удерживаются значительные потоки захваченных частиц (прежде всего, протонов и электронов).
Радиационный пояс в первом приближении представляет собой тороид, в котором выделяются две области:
- внутренний радиационный пояс на высоте ≈ 4000 км, состоящий преимущественно из протонов с энергией в десятки МэВ;
- внешний радиационный пояс на высоте ≈ 17 000 км, состоящий преимущественно из электронов с энергией в десятки кэВ.

Высота нижней границы радиационного пояса меняется на одной и той же географической широте по долготам из-за наклона оси магнитного поля Земли к оси вращения Земли, а на одной и той же географической долготе она меняется по широтам из-за собственной формы радиационного пояса, обусловленной разной высотой силовых линий магнитного поля Земли. Например, над Атлантикой возрастание интенсивности излучения начинается на высоте 500 км, а над Индонезией на высоте 1300 км. Если те же графики построить в зависимости от магнитной индукции, то все измерения уложатся на одну кривую, что ещё раз подтверждает магнитную природу захвата частиц.
Между внутренним и внешним радиационными поясами имеется щель, расположенная в интервале от 2 до 3 радиусов Земли. Потоки частиц во внешнем поясе больше, чем во внутреннем. Различен и состав частиц: во внутреннем поясе протоны и электроны, во внешнем — электроны. Применение неэкранированных детекторов существенно расширило сведения о радиационных поясах. Были обнаружены электроны и протоны с энергией несколько десятков и сотен килоэлектронвольт соответственно. Эти частицы имеют существенно иное пространственное распределение (по сравнению с проникающими).
Максимум интенсивности протонов низких энергий расположен на расстоянии около 3 радиусов Земли
от её центра (приблизительно на высоте 12 500 км от поверхности). Малоэнергичные электроны заполняют всю область захвата. Для них нет разделения на внутренний и внешний пояса. Частицы с энергией десятки кэВ непривычно относить к космическим лучам, однако радиационные пояса представляют собой единое явление и должны изучаться в комплексе с частицами всех энергий.
Поток протонов во внутреннем поясе довольно устойчив во времени. Первые эксперименты показали, что электроны высокой энергии (E > 1—5 МэВ) сосредоточены во внешнем поясе. Электроны с энергией меньше 1 МэВ заполняют почти всю магнитосферу. Внутренний пояс очень стабилен, тогда как внешний испытывает резкие колебания.

### История открытия
Существование радиационного пояса было впервые обнаружено американским учёным Джеймсом Ван Алленом в феврале 1958 года при анализе данных с американского спутника «Эксплорер-1» и убедительно доказано записью периодически изменяющегося уровня радиации на полном витке орбиты специально модифицированного Ван Алленом для изучения обнаруженного феномена спутника «Эксплорер-3». Открытие Ван Аллена было озвучено 1 мая 1958 г. и вскоре нашло независимое подтверждение в данных советского «Спутника-3». Более поздний повторный анализ данных более раннего советского «Спутника-2» показал, что радиационные пояса фиксировались и его оборудованием, предназначенным для анализа солнечной активности, однако странным показаниям солнечного датчика тогда не сумели дать верную интерпретацию. Негативно сказалось на советском приоритете и отсутствие на «Спутниках» записывающего оборудования (на «Спутнике-2» оно не предусматривалось, а на «Спутнике-3» оно сломалось), из-за чего полученные данные оказались отрывочными и не давали цельной картины об изменении радиации с высотой и наличии в околоземном пространстве не просто космической радиации, но характерного «пояса», охватывающего лишь определённые высоты. Однако более разнообразное оборудование «Спутника-3» помогло уточнить «состав» внутреннего пояса. В конце 1958 года анализ данных «Пионера-3» и чуть более поздней «Луны-1» привёл к открытию существования внешнего радиационного пояса, а американские высотные ядерные взрывы продемонстрировали, что на радиационные пояса Земли может оказывать влияние человек. Анализ этих данных привёл к постепенному формированию с середины 1959 года современных представлений о существовании двух радиационных поясов вокруг Земли и механизмах их образования.

### История исследований
30 августа 2012 года с космодрома на мысе Канаверал с помощью ракеты Atlas V 410 на высокоэллиптическую орбиту с высотой апогея около 30 тысяч километров были выведены два идентичных зонда RBSP (Radiation Belt Storm Probes), предназначенных для изучения радиационных поясов. Впоследствии они были переименованы в «Зонды Ван Аллена» (Van Allen Probes). Два аппарата нужны были для того, чтобы отличить изменения, связанные с переходом из одной области в другую, от изменений, происходящих в самих поясах. Одним из основных результатов этой миссии было открытие третьего радиационного пояса, появляющегося на короткое время порядка нескольких недель. На октябрь 2019 года оба зонда окончили свою работу, первый — 19 июля, второй — 18 октября.

## Радиационные поясапланет
Благодаря наличию сильного магнитного поля планеты-гиганты (Юпитер, Сатурн, Уран и Нептун) также обладают сильными радиационными поясами, напоминающими внешний радиационный пояс Земли. Советские и американские космические зонды показали, что Венера, Марс, Меркурий и Луна радиационных поясов не имеют.

### История исследований
Радиоизлучение радиационного пояса Юпитера впервые было обнаружено в 1955 году, однако природа излучения тогда оставалась непонятной. Непосредственные измерения в радиационном поясе Юпитера впервые были проведены КА «Пионер-10», прошедшим через его наиболее плотную область в 1973 году.

## Последствия для космических путешествий
Космический аппарат, движущийся за пределы низкой околоземной орбиты, попадает в зону действия радиационных поясов. За пределами поясов он сталкивается с дополнительной радиационной опасностью от космических лучей и солнечно-протонных штормов. Область между внутренним и внешним радиационными поясами, находящаяся на расстоянии от двух до трёх радиусов Земли, иногда называется «безопасной зоной».
Радиация может повреждать солнечные батареи, интегральные схемы и датчики. Также электронные компоненты на космических аппаратах иногда повреждаются геомагнитными бурями. Для обеспечения надёжной работы на спутниках приходится использовать радиационно стойкую электронику. Но даже если электроника не выходит из строя, влияние повышенного уровня радиации на чувствительные датчики приводит к получению неправильных показаний. Из-за этого, в частности, невозможно ведение наблюдений орбитальным телескопом Хаббл при прохождении через область Бразильской магнитной аномалии. Спутник, защищённый слоем алюминия толщиной 3 мм, на эллиптической орбите 320×32000 км, проходящей через радиационные пояса, получит около 2500 бэр (25 Зв) в год (для сравнения, доза в 5 Зв для всего тела смертельна). При этом почти вся радиация будет получена при прохождении через внутренний пояс.
Впервые люди пересекли радиационные пояса в ходе полётов по программе Аполлон. Это была одна из нескольких опасностей, связанных с радиацией, известных на момент подготовки полётов. Астронавты получили малые дозы облучения в радиационных поясах из-за небольшого времени пролёта через них. Траектории полёта Аполлонов лежали вне области наиболее интенсивной радиации.
Основной вклад в облучение астронавтов вносили солнечные частицы в момент нахождения вне магнитного поля Земли. Общая поглощённая доза, полученная астронавтами, менялась от полёта к полёту и составляла от 0,16 до 1,14 рад (от 1,6 до 11,4 мЗв), что гораздо меньше стандартной дозы в 5 бэр (50 мЗв) в год, установленной комиссией по атомной энергии США для лиц, работающих с радиацией.